# جواو بيسانها
جواو بيسانها (مواليد 8 أبريل 1918) هو مبارز بالسيف برتغالي، مثّل بلاده في الألعاب الأولمبية الصيفية 1952.

## روابط رياضية
جواو بيسانها على موقع أوليمبيديا (الإنجليزية)